# KK Omiš
KK Omiš je hrvatski košarkaški klub iz Omiša. Sjedište kluba je u Omišu na adresi Vladimira Nazora 11.

## Povijest
1968. je godine prof. Imre Gužvanj na novoizgrađenom SC Punta, u okviru školskih sportskih aktivnosti, okupio ekipu učenika zainteresiranih za trenirati košarku. Počeo je redovito trenirati košarkaše i već jeseni iste godine odigrana je prva utakmica u okviru športskih igara Makarske i Omiške gimnazije u Makarskoj. Uzvrat u Omišu odigrali su na proljeće 1969. godine.
Prije osamostaljenja Hrvatske, Omiš je igrao Hrvatsku ligu. Osamostaljenjem Hrvatske postao je hrvatski drugoligaš. Iz prvih godina datira veliki uspjeh u kupu, kad su iako su ispali iz kupa, ostvarili pamćenja vrijednu pobjedu nad jakim Zrinjevcem.

## Klupski uspjesi
5. svibnja 2019. KK Omiš se plasirao u Prvu mušku ligu kao drugoplasirana momčad, odmah iza KK Sesvete.

## Najpoznatiji igrači i treneri
Igrači poznate generacije su Željko Pisac, Tonči Baučić, Marko Pešić, Ante Perišić (otac hrvatskog legendarnog reprezentativca Ivana Perišića), Nikša Kekez, Tonći Samodol, Đuro Nenadić, Ivo Kalajžić, Milan Pešić (poslije dugogodišnji profesionalni trener za djecu svih uzrasta, viši sportski trener košarke (VSS)), Slobodan Šimić, Joško Rudan, Ivo Bilanović, Neven Srzić, Lelas, Stamenov, Kovač, Bracanović, Škarica, Ivica Abram, trener Mili Fistanić; za prijateljsku utakmicu 7. ožujka 1988. između ondašnjeg europskog prvaka Jugoplastike i Omiša, iz koje je sav prihod išao za obnovu gromom oštećene kule Mirabele, Omišu je Jugoplastika posudila Žana Tabaka.
Omiš je iznjedrio Andriju i Antu Žižića, Ivu Tomasovića, Matu Kalajžića i dr. U prijašnjim postavama KK Omiš je i Kažimir Hraste.
2000-ih se pojavio Matej Rudan, koji je već s 13 godina u A2 ligi zaigrao u seniorskoj momčadi Omiša i postigao koš. Matej je od roditelja košarkaša, oca Joška i matere Gordane r. Ćato, početkom devedesetih dio šampionske generacije KK Splita.
Nagradu na perspektivnog športaša grada Omiša za 2006. dobio je Marko Kuvačić iz KK Omiš, uvršten na širi popis hrvatske kadetske selekcije.
Beton, asfalt i parket dvorane OŠ Pjero Perak i Josip Pupačić, iznjedrio je ugledna košarkaška imena u ženskoj sekciji, poput Brune Kos (ex Kaštelan), Davorke Pirić Vuković, Sandre Pešić i inih.

## Ostalo
Od 1994. godine KK Omiš svake godine organizira Memorijalnog košarkaškog turnira dječaka. Turnir nosi ime po tragično poginulom košarkašu Omiša, hrvatskom branitelju Ivici Abramu.
Klub ima žensku sekciju, ŽKK Omiš.

## Vanjske poveznice
- KK Omiš na Facebooku